# 마라케시텐시프트엘하우즈 지방

마라케시텐시프트엘하우즈 지방

마라케시텐시프트엘하우즈 지방(아랍어: مراكش تانسيفت حاوز, 프랑스어: Marrakech-Tensift-El Haouz)은 모로코를 구성하던 16개 지방 가운데 하나로 모로코 중부에 위치했다. 행정 중심지는 마라케시이며 면적은 31,160km2, 인구는 3,102,652명(2004년 기준)이다. 1개 현(마라케시 현)과 4개 주(엘하우즈 주, 치차와 주, 엘켈라트에스스라그나 주, 에사위라 주)를 관할했다. 2015년에 실시된 행정 구역 개편에 따라 폐지되었다.